# Ansonia thinthinae
Espèce
Statut de conservation UICN

 EN B1ab(iii) : En danger
Ansonia thinthinae est une espèce d'amphibiens de la famille des Bufonidae.

## Répartition
Cette espèce est endémique de la région de Tanintharyi en Birmanie. Elle se rencontre dans les monts Bilauktaung.

## Description
Les mâles mesurent de 22,1 à 29 mm et les femelles jusqu'à 31,8 mm.

## Étymologie
Cette espèce est nommée en l'honneur de Mme Daw Thin Thin.

## Publication originale
- Wilkinson, Sellas & Vindum, 2012 : A new species of Ansonia (Anura: Bufonidae) from northern Tanintharyi Division, Myanmar. Zootaxa, no 3163, p. 54-58.